# Alexander Fleming

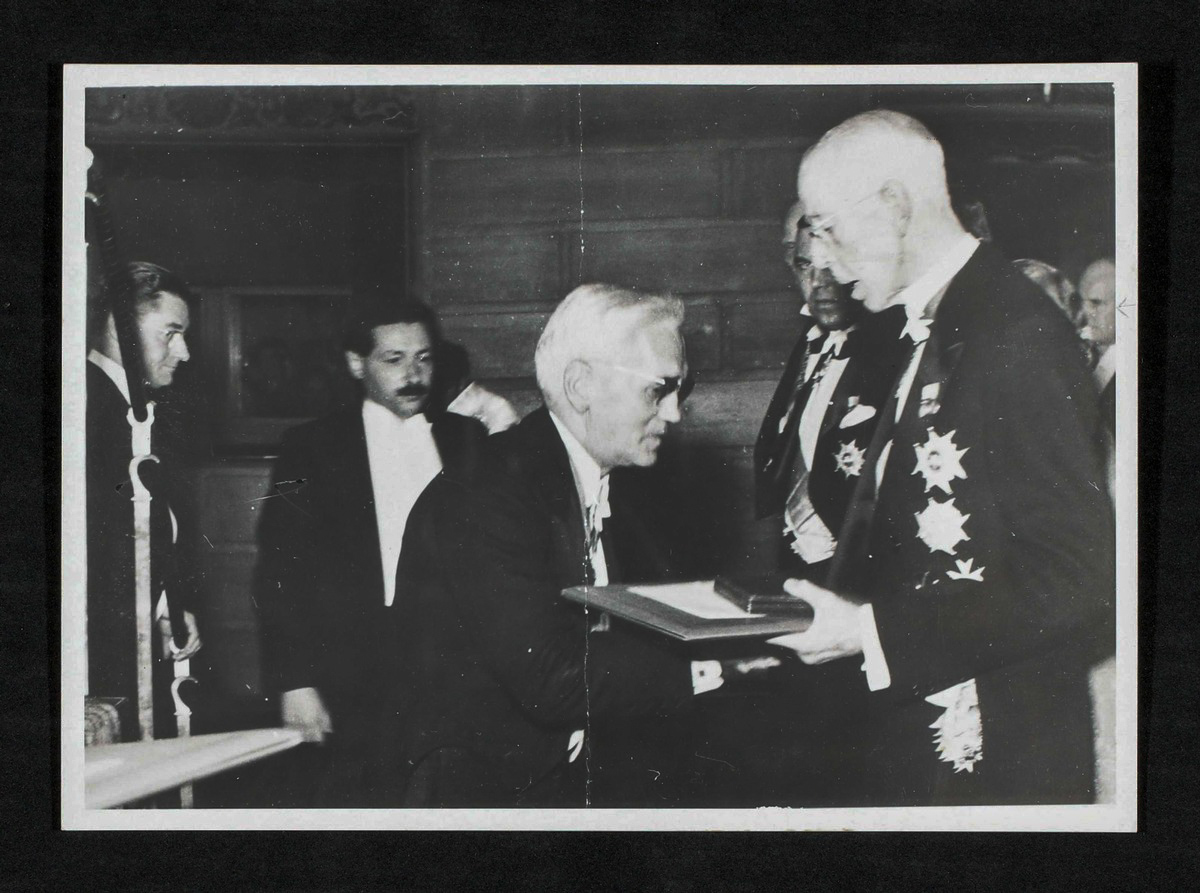
Fleming tar emot Nobelpriset av kung Gustaf V.

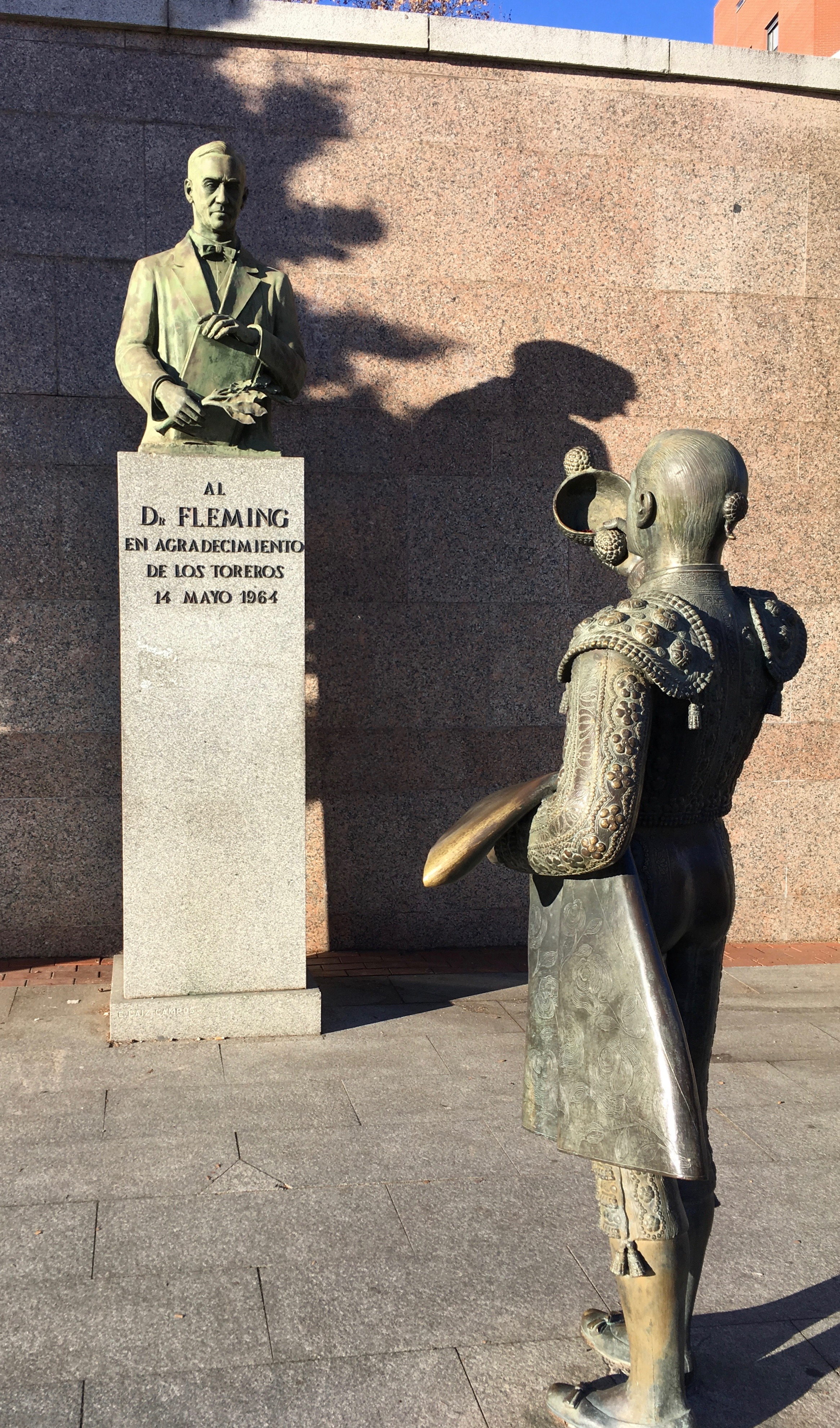
En matador saluterar Alexander Fleming för hans livräddande upptäckt av penicillin, Plaza de Oriente i Madrid.

Alexander Fleming, född 6 augusti 1881 på gården Lochfield nära Darvel i East Ayrshire i Skottland, död 11 mars 1955 i London, var en brittisk (skotsk) bakteriolog. Han är känd för att 1928 ha upptäckt penicillinet. År 1945 fick han tillsammans med Ernst Boris Chain och Howard Walter Florey Nobelpriset i fysiologi eller medicin. De senare hade båda från 1939 arbetat med att isolera, rena, testa och massproducera Flemings grundupptäckt.

## Biografi
Efter att 1906 ha tagit examen vid St. Mary's Hospital Medical School vid University of London började Fleming genomföra experiment för att ta fram antibakteriella ämnen som inte var skadliga för människan. Han tjänstgjorde under första världskriget i Royal Army Medical Corps, men bedrev samtidigt forskning. År 1918 återvände han till St. Mary's Hospital Medical School, där han forskade om bakterier och undervisade i bakteriologi. År 1928 blev han professor i ämnet, en position han behöll fram till sin pensionering 1948.
År 1921 upptäckte och isolerade Fleming lysozym, ett enzym som finns i vävnader och avföringen från vissa djur och har en antibiotisk effekt. Fleming upptäckte penicillinet 1928. Detta skedde genom en slump eftersom han lämnade en odiskad bakterieodling när han åkte på semester. Svampen i bakterieodlingen, vilken egentligen var penicillin (Penicillium chrysogenum, då känd under synonymen Penicillium notatum), avlägsnade de bakterier han hade studerat. Och kvar på brickan fanns mögelsvampen och bakterierna som hade flytt från svampen. Fleming förstod, när han kommit tillbaka från sin semester, att han upptäckt något intressant. Han forskade vidare och uppfann således penicillinet. Först 1941 började dock penicillinet att användas på människor.

## Utmärkelser
1945 tilldelades Fleming Nobelpriset tillsammans med Howard Walter Florey och Ernst Boris Chain. Fleming valdes in i Royal Society 1944 och dubbades 1945 till Knight Bachelor.
Nedslagskratern Fleming på månen är uppkallad efter honom.
Flera svenskspråkiga tidningar, bl.a. Ny Teknik, framröstade - ibland genom omröstning bland läsarna -  vid millennieskiftet penicillinet till årtusendets viktigaste upptäckt. 

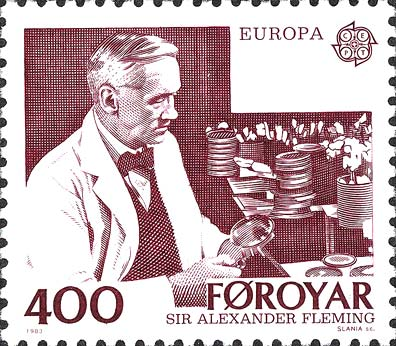
Alexander Fleming på ett färöiskt frimärke från 1983.
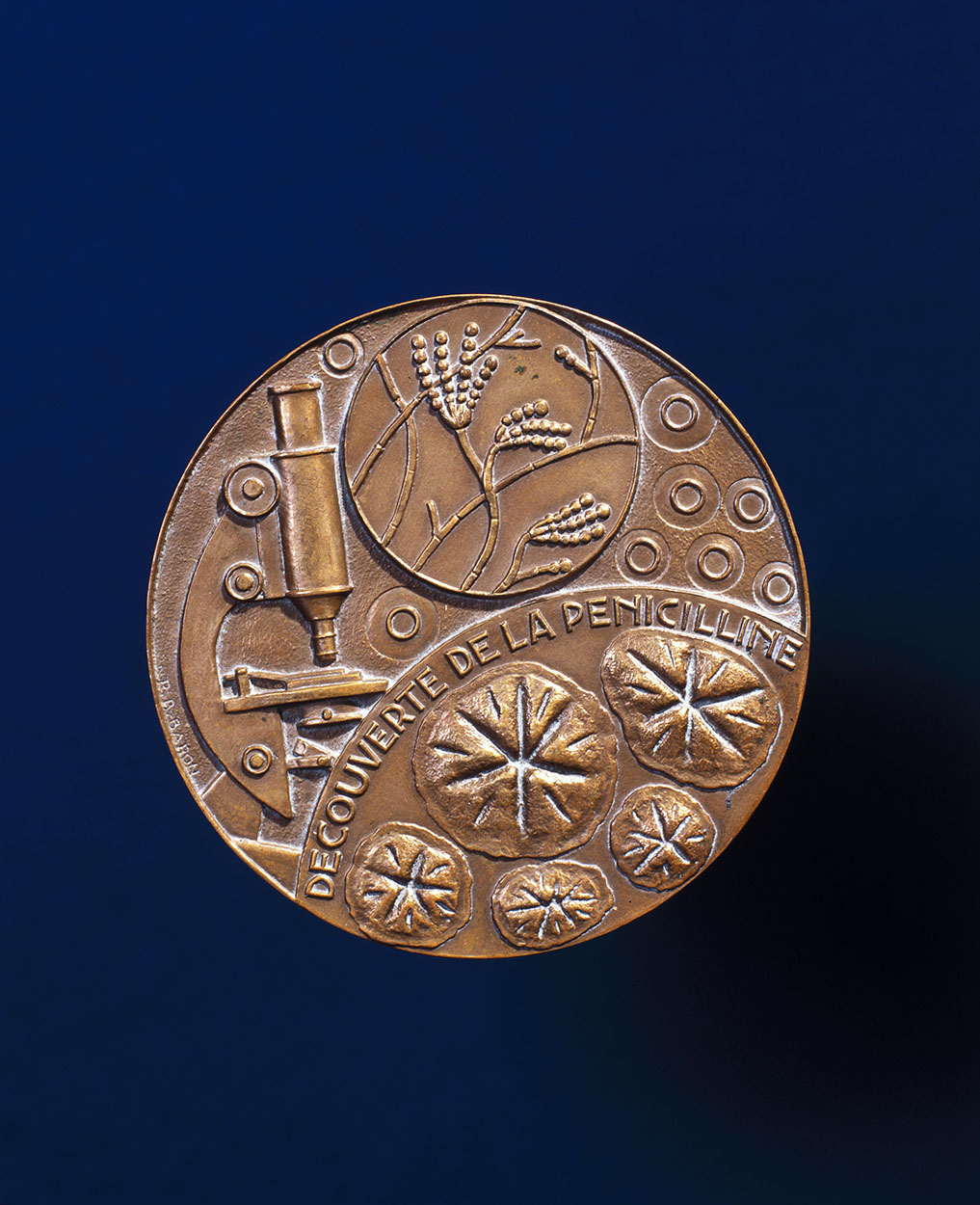
Alexander Flemings nobelpris-medalj.